# Tournoi d'ouverture du championnat du Paraguay de football 2021
Navigation
Tournoi précédent Tournoi suivant
Le tournoi d'ouverture de la saison 2021 du Championnat du Paraguay de football est le premier tournoi semestriel de la cent-vingt-quatrième saison du championnat de première division au Paraguay. La saison est scindée en deux tournois saisonniers qui délivrent chacun un titre de champion. Les dix clubs participants sont réunis au sein d'une poule unique où ils affrontent leurs adversaires deux fois. À l’issue de la saison, un classement cumulé des trois dernières années permet de déterminer les deux clubs relégués en deuxième division.

## Déroulement de la saison
À cause de la pandémie de Covid-19 et les perturbations subies la saison passée, il n'y a pas eu de promotions mais deux clubs ont été relégués, ce qui porte le nombre de participants cette saison à 10 équipes.

## Qualifications continentales
Le vainqueur du tournoi d'ouverture est qualifié pour la Copa Libertadores 2022.

## Les clubs participants
- Club Olimpia
- Cerro Porteño
- Club Libertad
- Club Guaraní
- Club Sportivo Luqueño
- Club River Plate
- 12 de Octubre FC
- Club Sol de América
- Club Nacional
- Guaireña Fútbol Club

## Compétition
Le barème utilisé pour établir le classement est le suivant :
- Victoire : 3 points
- Match nul : 1 point
- Défaite : 0 point

### Classement
| Rang | Équipe                | Pts | J  | G  | N | P  | Bp | Bc | Diff |
| ---- | --------------------- | --- | -- | -- | - | -- | -- | -- | ---- |
| 1    | Club Libertad         | 38  | 18 | 12 | 2 | 4  | 36 | 15 | +21  |
| 1    | Club Olimpia T        | 33  | 18 | 10 | 3 | 5  | 34 | 23 | +11  |
| 3    | Club Nacional         | 30  | 18 | 8  | 6 | 4  | 26 | 19 | +7   |
| 4    | Cerro Porteño         | 28  | 18 | 8  | 4 | 6  | 24 | 22 | +2   |
| 5    | Guaireña Fútbol Club  | 26  | 18 | 6  | 8 | 4  | 20 | 14 | +6   |
| 6    | Club Guaraní          | 25  | 18 | 7  | 4 | 7  | 24 | 27 | -3   |
| 7    | 12 de Octubre FC      | 22  | 18 | 5  | 7 | 6  | 20 | 25 | -5   |
| 8    | Club Sportivo Luqueño | 18  | 18 | 5  | 3 | 10 | 19 | 29 | -10  |
| 9    | Club Sol de América   | 14  | 18 | 3  | 5 | 10 | 18 | 28 | -10  |
| 10   | Club River Plate      | 12  | 18 | 2  | 6 | 10 | 13 | 32 | -19  |

|  | Qualification pour la Copa Libertadores 2022.        |
|  | T : Tenant du titre P : Promu de División Intermedia |

- Le Club Libertad remporte son 21e titre de champion du Paraguay[1].